# Canopée
El Canopée es un carguero equipado con propulsión mixta: mecánica y eólica. El barco está equipado con cuatro Ocean Wings, alas verticales articuladas de 363 m2 cada una. Fue botado en 2022 y está diseñado para transportar elementos del cohete Ariane 6, desarrollado por la Agencia Espacial Europea, desde varios puertos europeos hasta el Centro Espacial Guayanés en Kourou.
Este barco de propulsión eólica reduce la huella de carbono entre un 15% y un 40% en función de las condiciones meteorológicas y es pionero en la transición energética del transporte marítimo.

## Historia
A principios de 2018, la naviera Zéphyr et Borée y el estudio de arquitectura naval VPLP Design, conocidos en el mundo de la navegación a vela y de las regatas oceánicas, ofertaron juntos a la licitación de ArianeGroup con la idea innovadora de un transporte híbrido propulsado por el viento.
Para reforzar la credibilidad del proyecto y hacer realidad esta solución, Zéphyr et Borée y VPLP Design decidieron acudir y asociarse con el armador Jifmar Offshore Services.  Nació así la empresa Alizés (consorcio entre Zéphyr & Borée y Jifmar), operador comercial del barco.
Las alas fueron desarrolladas por Ayro que, tras pruebas concluyentes de su concepto Ocean Wings en el catamarán Energy Observer, propuso su primera aplicación comercial. En aquel momento, el Canopée se convirtió en el primer buque de carga a vela.

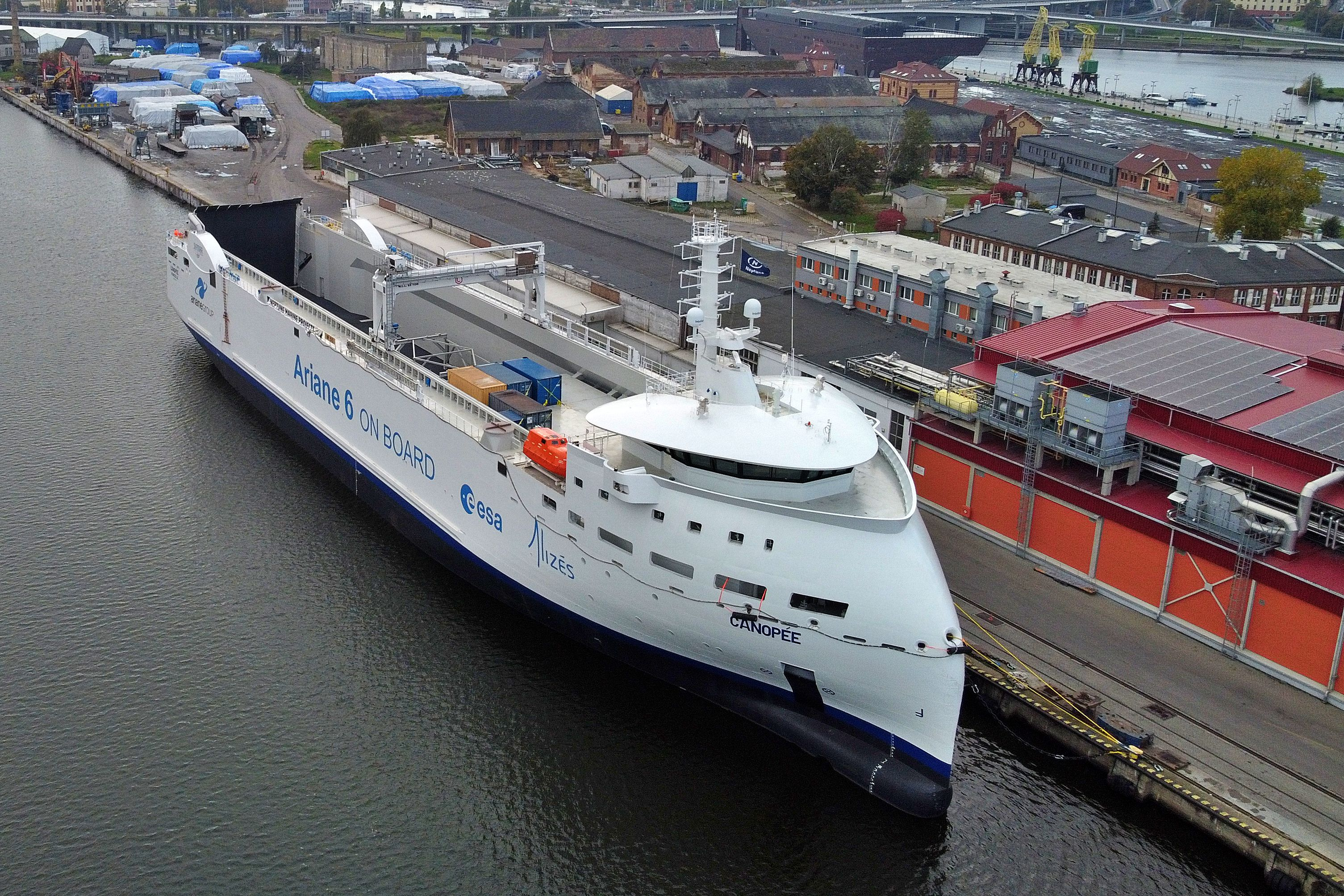
El Canopée en Szczecin en Polonia, antes de la instalación de las velas verticales.

Para la construcción del barco, el astillero Neptune Shipyard ganó la licitación publicada en octubre de 2020. El casco se construyó en Polonia, en un astillero de Szczecin. Luego fue remolcado hasta Países Bajos para finalizar su armamiento.
El ro-ro fue entregado a Alizés a finales de 2022 y, como parte de su período de pruebas, salió de Rotterdam el 27 de diciembre para llegar al puerto guyanés de Pariacabo (Kourou), donde atracó el 13 de enero de 2023, realizando así su primera travesía por el Atlántico.
Las alas verticales (Ocean Wings) del Canopée fueron fabricadas y ensambladas en julio de 2023 por la empresa Ayro en su fábrica de Caen.

## Características técnicas
Su propulsión a vela la proporcionan cuatro alas verticales y giratorias de 363 m²  cada una. En total, 1452 m² de superficie vélica están aparejados sobre cuatro mástiles de 36 m de altura, reduciendo las emisiones contaminantes en torno a un 30%. Además, el barco también está equipado con motores diésel. Su velocidad de funcionamiento variará según el programa comercial de ArianeGroup; la proporción de propulsión eólica variará del 15% al 40% dependiendo de la velocidad objetivo y la temporada (el viento varía según la época del año).
El Canopée fue invitado a participar en la Armada de Rouen 2023 en la primera quincena de junio.

## Circuito
El Canopée debe transportar las distintas piezas del lanzador Ariane 6 desde las fábricas, recogidas en los puertos de Bremen en Alemania, Rotterdam en los Países Bajos, El Havre y Burdeos, hasta Kourou en Guyana, base de lanzamiento, donde serán ensambladas.